# Miroși
Miroși est une commune roumaine située dans le județ d'Argeș.